# Apoteket Mården

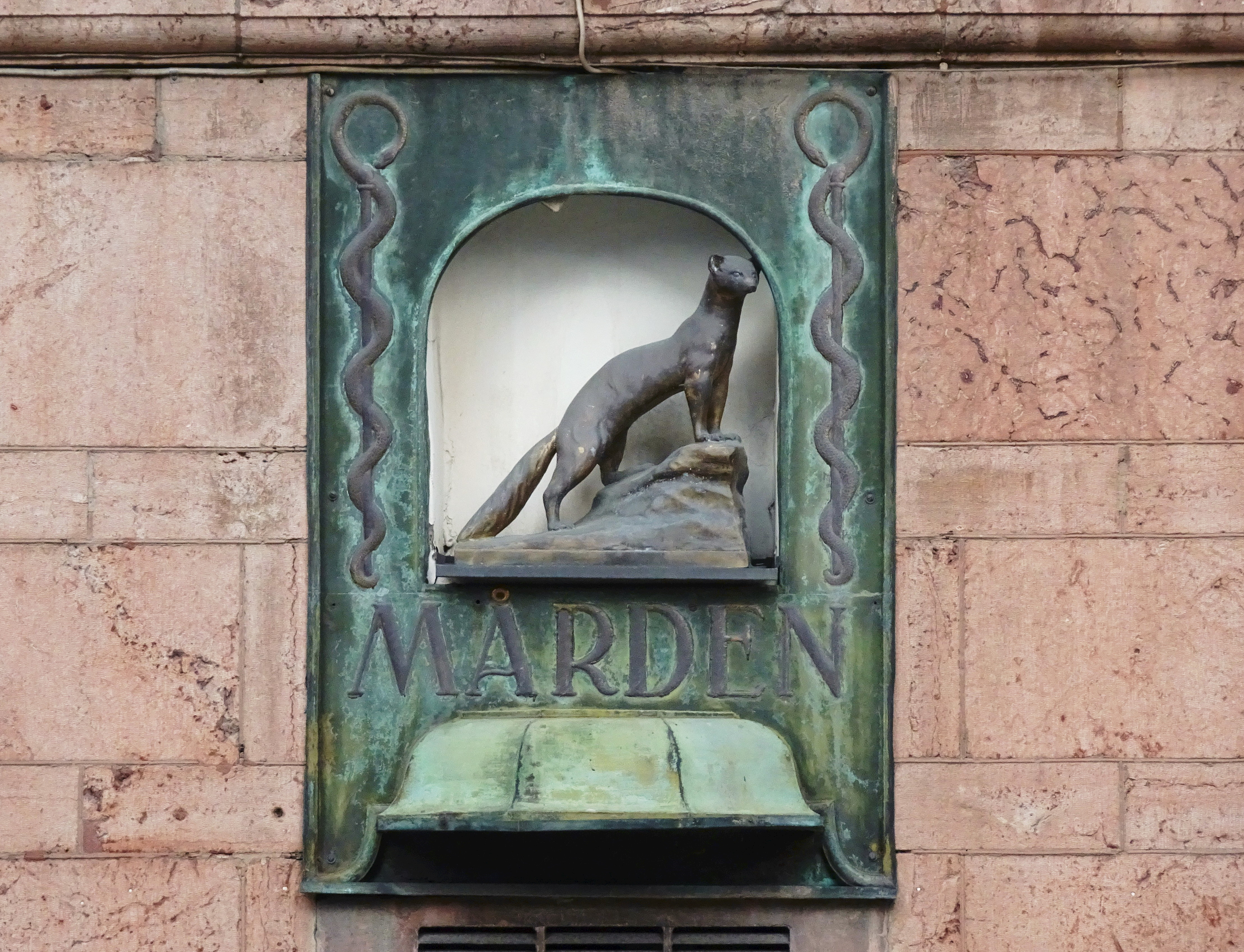
Apotekets emblem.

Apoteket Mården inrättades 1906 i ett bostads- och affärshus i hörnet Surbrunnsgatan 28/ Tulegatan 24 på Norrmalm i Stockholm. 1995 flyttade apoteket sin verksamhet till närbelägna Odengatan 30 där det är en filial av apotekskedjan Kronans Apotek.

## Historik

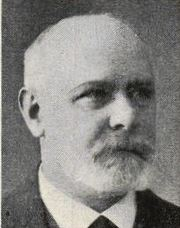
Schimmelpfennig.

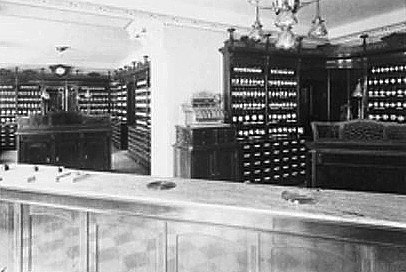
Mårdens officin från 1906.

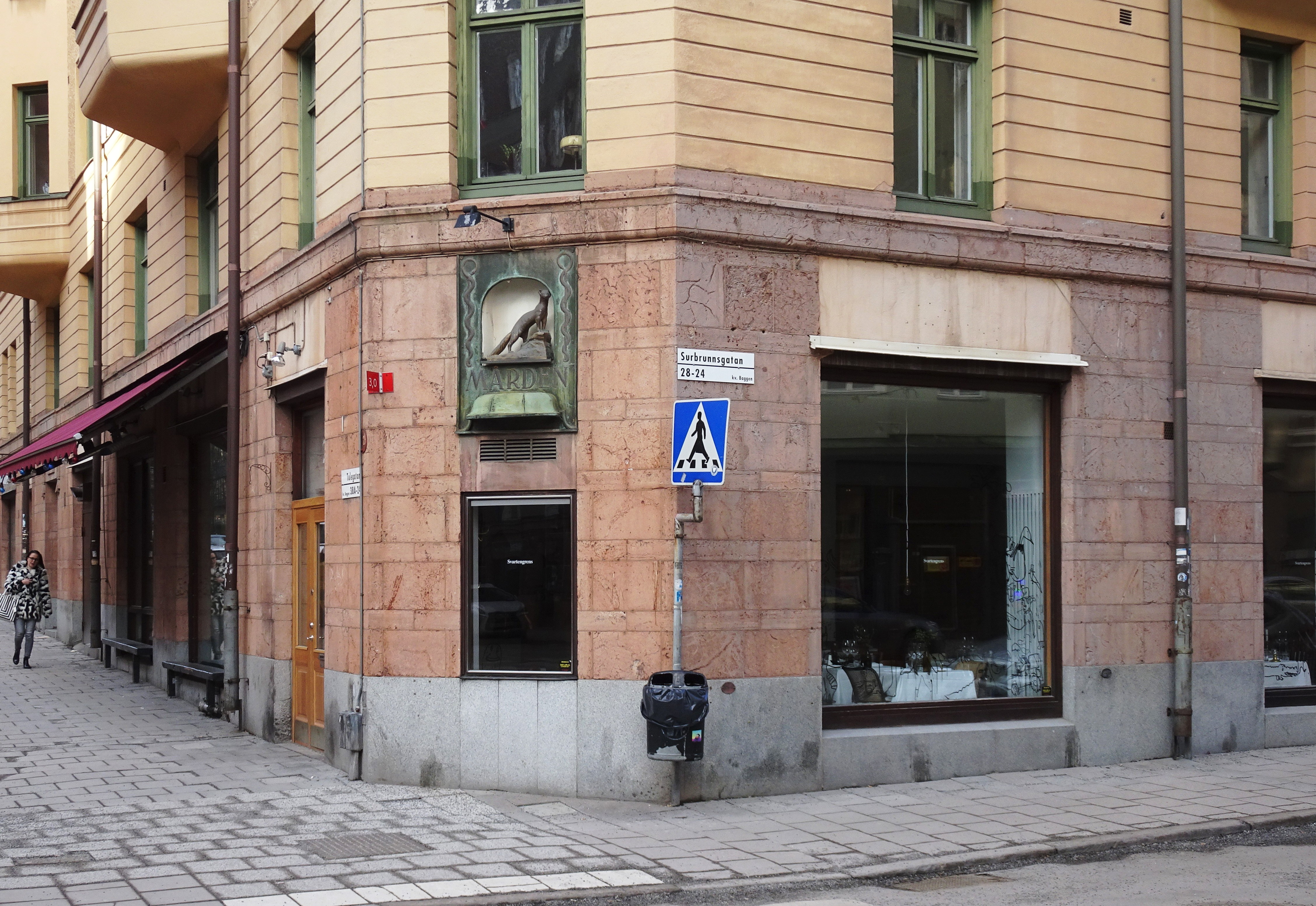
Mårdens gamla adress 2016.

Den 16 juni 1906 beslöt Medicinalstyrelsen att ett nytt apotek med namnet Mården skulle anläggas på nordöstra Norrmalm. Ett personligt apoteksprivilegium tilldelades i mars 1907 apotekaren Carl Fredrik Schimmelpfennig. 
Året därpå öppnade han sitt apotek i ett nybyggd bostads- och affärshus i hörnet Surbrunnsgatan 28/ Tulegatan 24, ritat av arkitektkontoret Hagström & Ekman. Entrén var från hörnet som smyckades med en kopparskylt där en mård visades i en välvd öppning, därunder texten "MÅRDEN" och en belysningsarmatur. Till höger och vänster om mården avbildades eskulapstavstaven .
Schimmelpfennigs föräldrar härstammade från Tyskland respektive Sverige. Fadern var skräddarmästare från Wehlau i Ostpreussen. Han själv föddes i Linköping och besökte där Linköpings högre elementarläroverk. Sin utbildning till apotekare erhöll han i Stockholm med praktik på Apoteket Korpen. Schimmelpfennig var mycket aktiv gällande frågor inom apotekarkårens verksamhet och medförfattare av det apotekshistoriska bokverket Sveriges apotekarehistoria från konung Gustaf I:s till närvarande tid, som utgavs 1918. Han skulle leda apoteket Mården i över tjugo år till 1929. 
Under 1930-talet var Nils Engfeldt, docent i biokemi, innehavare av Apoteket Mården samt apotekets filial vid Veterinärhögskolan (VHS), varutöver han 1930–1939 var instruktionsapotekare. Engfeldt utgav ett trettiotal vetenskapliga arbeten inom den fysiologiska och farmaceutiska kemin, bland annat doktorsavhandlingen Beiträge zur Kenntnis der Biochemie der Acetonkörper (1920). Mellan 1947 och 1970 var apotekaren Sven Svensson innehavare till Mården. Även under de åren hade apoteket filial vid Veterinärhögskolan, där Svensson tidigare hade varit verksam. 
År 1958 genomfördes en mindre ombyggnad där bland annat entrén flyttades från hörnet till Surbrunnsgatan.

## Mården flyttar
År 1995 byggdes lokalen om till Restaurang Mården (sedan 2011 Svartengrens). Apoteket flyttades till närbelägna Odengatan 30. Efter avregleringen av apoteksmonopolet i Sverige övertogs driften 2010 av apotekskedjan Medstop, som numera tillhör Kronans Droghandel. På den ursprungliga adressen påminner fortfarande apotekets signum, kopparskylten med mården, om den tidigare verksamheten.